# Asplenium chaseanum
Asplenium chaseanum là một loài dương xỉ trong họ Aspleniaceae. Loài này được Schelpe mô tả khoa học đầu tiên năm 1967.
Danh pháp khoa học của loài này chưa được làm sáng tỏ. 